# 근사록 (서울특별시 유형문화재 제458호)
근사록(近思錄)은 남송의 주희(朱熹)와 여조겸(呂祖謙)이 함께 편저한 것으로 송대(宋代) 이학의 대표적인 저작이다. 2019년 12월 5일 서울특별시의 유형문화재 제458호로 지정되었다.

## 지정 사유
《근사록》은 남송의 주희(朱熹)와 여조겸(呂祖謙)이 함께 편저한 것으로 송대(宋代) 이학의 대표적인 저작임. 권말에 있는 김문의 발문을 통해 인출 시기가 1436년임을 알 수 있음. 이 책의 내용은 《근사록집해》이지만 권수제는 대부분 《근사록》임. 조사대상 《근사록》도 마찬가지로 《근사록집해》의 내용을 담고 있으며 중종연간에 금속활자인 후기 초주갑인자로 간행한 책이다. 세종 시기의 초주갑인자 인본보다는 후대에 간행된 것이고, 권1-5가 결락된 영본으로 비교적 여러 인본이 남아있는 편이지만, 책의 판식과 인쇄상태를 고려해 16세기 후반에 간행된 초주갑인자 인본으로 15세기 전기의 주자발(鑄字跋)과 초기간행 발문을 포함하고 있어서 활자인쇄사 연구에 도움이 된다. 조선시대 전반에 걸친 대표적 성리학서이자 조선전기의 간본으로서 서지학적 의미가 크므로 서울시 유형문화재로 지정할만한 가치가 있다.

## 조사 보고서
《근사록(近思錄)》은 남송의 주희(朱熹, 1130∼1200)와 여조겸(呂祖謙, 1137∼1181)이 함께 편저한 것으로 송대 이학의 대표적인 저작이다. 주희는 남송 이학을 집대성하여 후대에 '朱子'라고 존칭되었으며, 《사서(四書)》를 집정하여 천하의 선비들이 교본으로 삼았다. 여조겸은 남송의 사상가, 교육가이며, 사학 또한 존장의 위치에 있다. 《근사록》이라는 서명은 《논어》자장편(子張編) 에 “博學而篤志切問而近思仁在其中矣”라는 구절에서 따온 것으로 "배우기를 널리하고 뜻을 독실히 하며 간절히 묻고 가까이 생각하면 인(仁)이 그 중에 있다"는 데에 근거한 것이다. 주희는 이 책을 1178년 4월에 완성하였으며, 일상생활에 절실한 622항목을 뽑아 14권으로 엮은 것이다. 이후에 《근사록》에 대한 여러 주석서가 나왔는데, 그 가운데 《근사록집해(近思錄集解)》는 1248년 섭채(葉菜)가 체제와 내용에 수정과 보완을 가하면서 새로 엮은 것으로 우리나라에 전해진 것은 대부분 《근사록집해》에 해당한다.
본 대상본인 《근사록》도 마찬가지로 《근사록집해》의 내용을 담고 있으며 권수제는 대부분 《근사록》으로, 중종년간에 금속활자인 후기 초주갑인자로 간행한 책이다. 문화재 지정 신청은 권6-9, 권10-14의 2책이 각각 요청되었지만 검토결과 동일한 판본이 2책으로 분책된 것임이 확인되어 권 6-14의 1종으로 정하였다. 권9의 말에는 권근, 변계량, 김빈 등이 작성한 주자발이 인쇄되어 있다. 권14 말에는 김문(金汶)이 1436년에 작성한 발문이 있으며 근사록을 간행하는 이유와 국왕이 구본에서 드러나는 오자를 김문에게 교정하게하고 인출을 명한 사실을 적었다.
이 책은 권6-14의 영본 2책으로 반곽은 26.4×16.0cm, 9행 18자, 상하내향삼엽화문흑어미(上下內向三葉花紋黑魚尾)의 판식을 지닌다. 표지를 개장하면서 권14말에 있어야 할 권근, 변계량, 김빈 등이 작성한 주자발이 권9의 말에 잘못 붙은 것으로 판단된다. 보존상태는 대체로 양호한 편이지만 표지는 후대에 개장하였으며 본문의 상단과 하단이 누습으로 오염되어 수리를 필요로 할 만큼 산화가 진행 중이다. 권10 책의 상단부가 일부 유실되어있고 본문 상단의 대부분이 누습으로 오염되었다. 표지는 개장되었으며, 본문에 전체에 누습으로 얼룩진 흔적이 있고 각 책의 첫째 장 전면에 헤지고 결락된 부분이 있다. 1436년 처음 활자본으로 간행할 당시의 주자발(鑄字跋)이 초기간행 발문 다음이 아닌 권9의 다음에 이어져 있다. 이는 표지를 장황하면서 착오를 일으킨 것이다. 국내에서는 동일한 판본이 현재까지 알려진 것으로 광산김씨종가, 국립중앙도서관, 청주고인쇄박물관 등에서 확인된다.
《근사록》은 진덕수의 《심경(心經)》과 함께 신유학의 필수문헌으로 중시되었고, 섭채(葉蔡)의 《근사록집주》등 많은 해설서가 나왔다. 우리나라에는 고려 말에 신유학이 수입될 때 전래되어 1370년(공민왕 19) 진주목사 이인민이 4책으로 번각 간행한 판본이 가장 이른 시기의 것이다. 보물262호, 보물1077-1호가 이에 해당된다.
본 문화재는 권말에 있는 김문의 발문을 통해서 이 책이 처음 인출된 시기가 1436년경임을 알 수 있으나, 이는 세종시기의 간본에 대한 내용을 그대로 옮겨 인쇄한 것이다. 1436년경의 초주갑인자본은 현재 보물1077-2호로 지정되어 있다. 이 책의 판식과 인쇄 상태를 고려해 보았을 때 중종조 이후 16세기에 금속활자로 간행된 인본임을 알 수 있다. 중종 이후 16세기의 활자인쇄본은 1519년경에 반사된 후기 초주갑인자 인본과 그 이후 16세기 후반에 다시 간행된 후기 초주갑인자인본으로 구분되며 본 대상본은 이 중에 후자인 것으로 판단된다. 세종 시기의 초주갑인자 인본보다는 후대에 간행된 것이고, 권1-5가 결락된 영본으로 비교적 여러 인본이 남아 있는 편이지만, 16세기 후반에 간행된 초주갑인자인본으로 초기의 주자발(鑄字跋)과 초기간행 발문을 포함하고 있어서 활자인쇄사 연구에 도움이 된다.
국내에 몇 종의 동일 판본이 알려져 있으며 그중에 광산김씨가 소장본은 일괄유물 중에 하나로 보물1019-1-10호로 지정되어 있다. 조선시대 전반에 걸쳐서 영향을 끼친 대표적 성리학서로 의미가 있으며, 조선전기의 간본으로서 서지학적 의미가 크므로 시유형문화재로서 지정할만한 가치가 있다. 다만 표지를 개장하면서 권14말에 있어야 할 권근, 변계량, 김빈 등이 작성한 주자발이 권9의 말에 잘못 붙어 있으므로 이를 권14말 김문의 초기간행 발문 다음에 두어 바로 잡을 필요가 있다.

## 갤러리

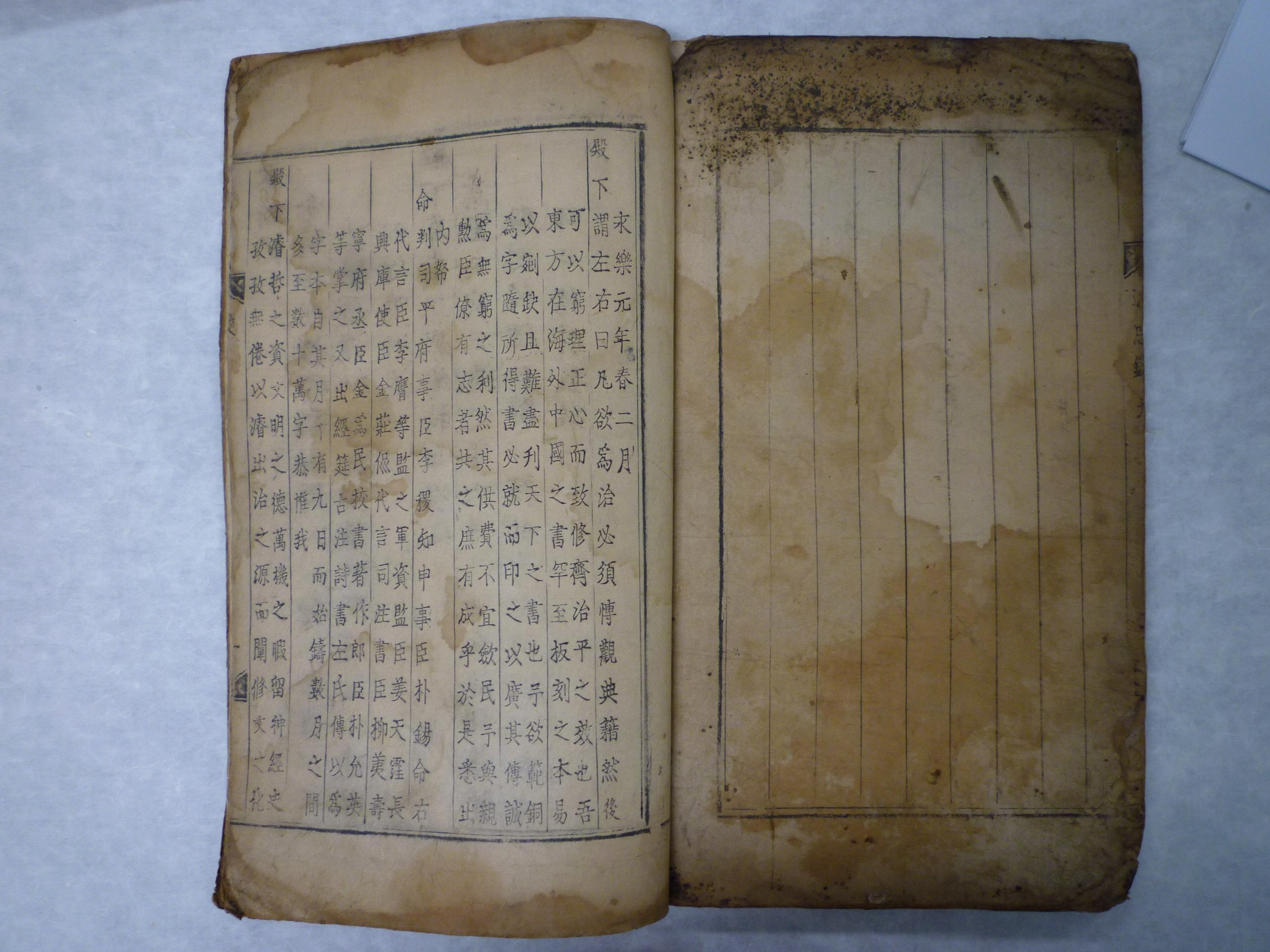
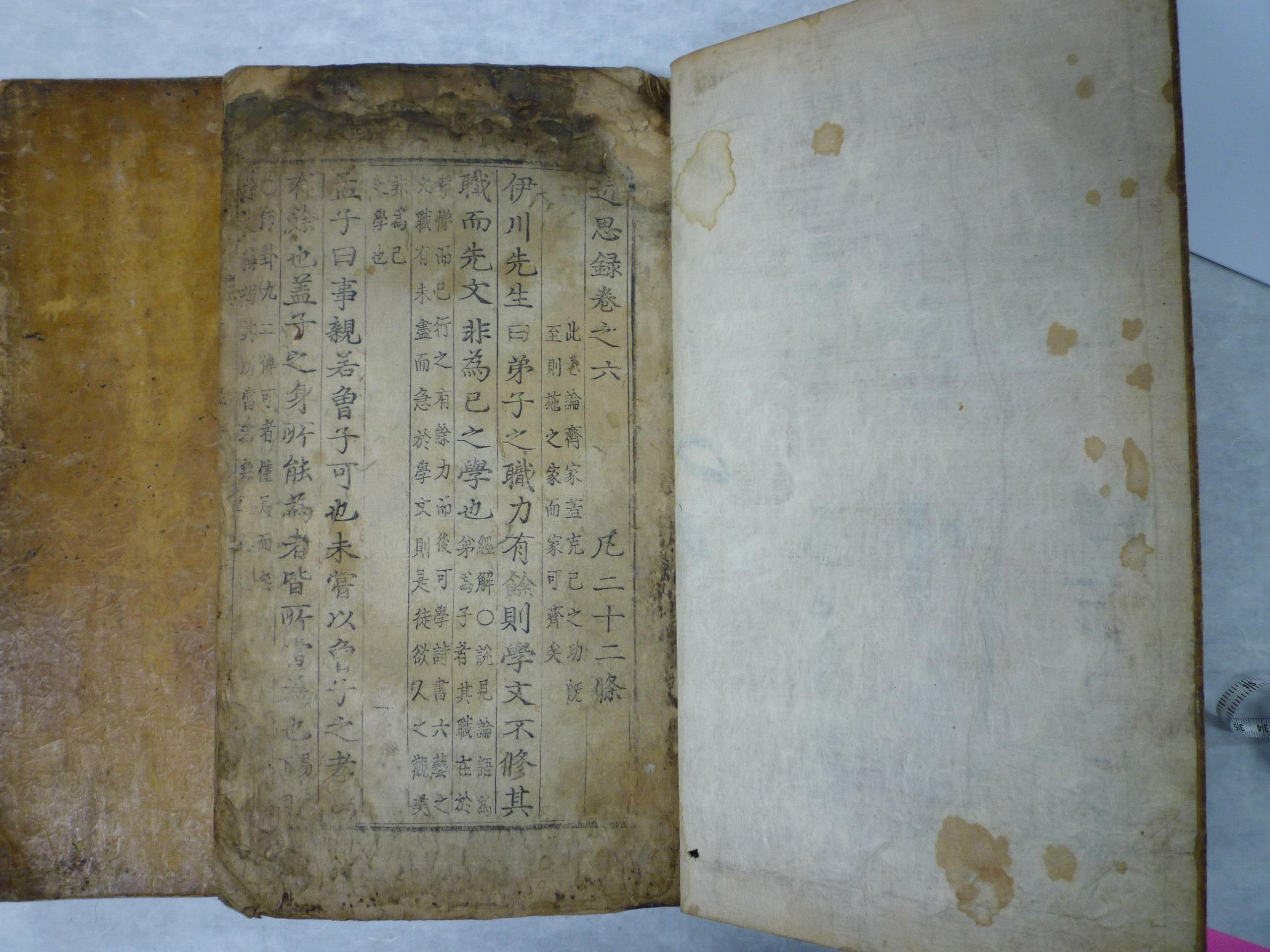
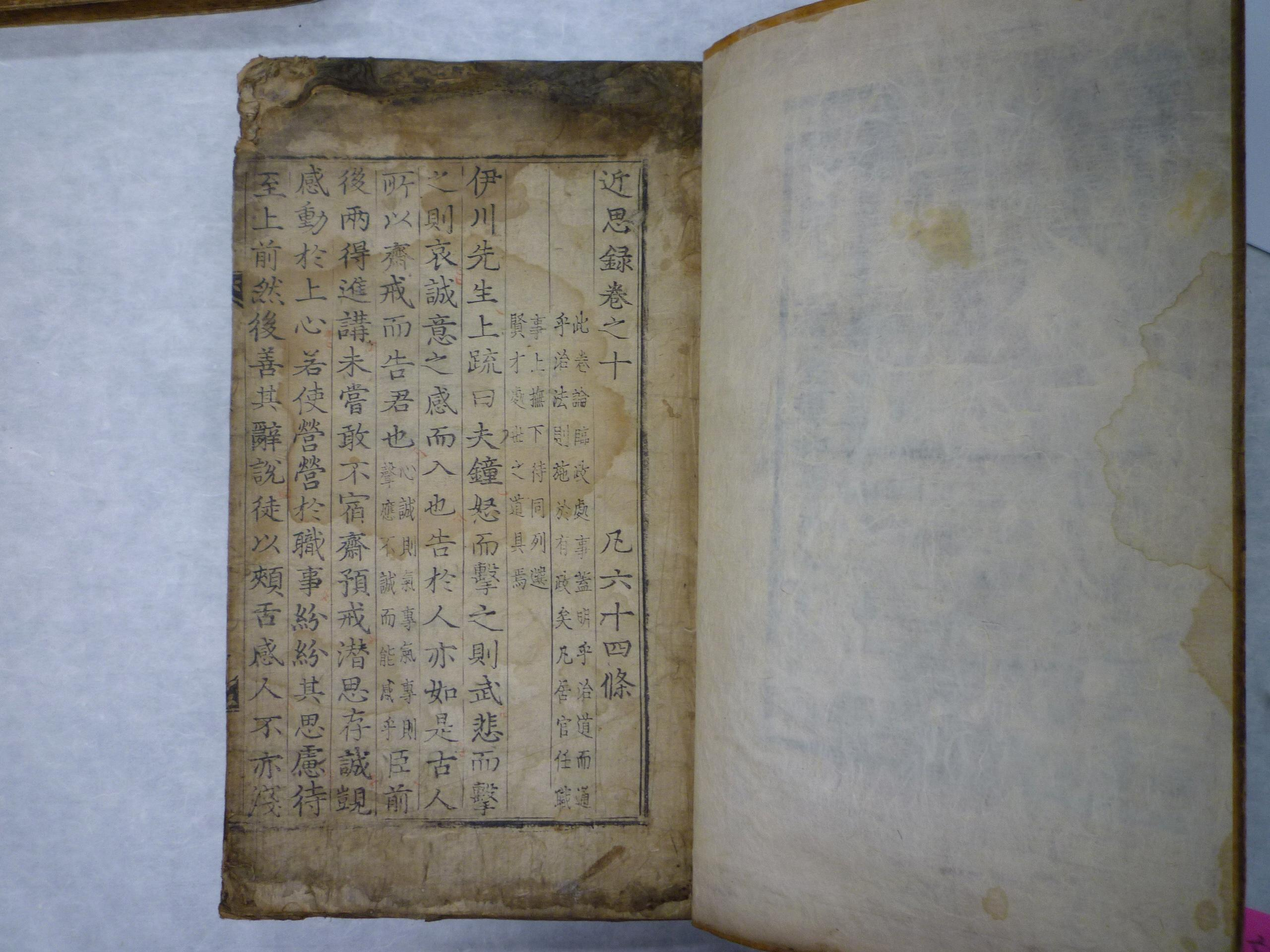
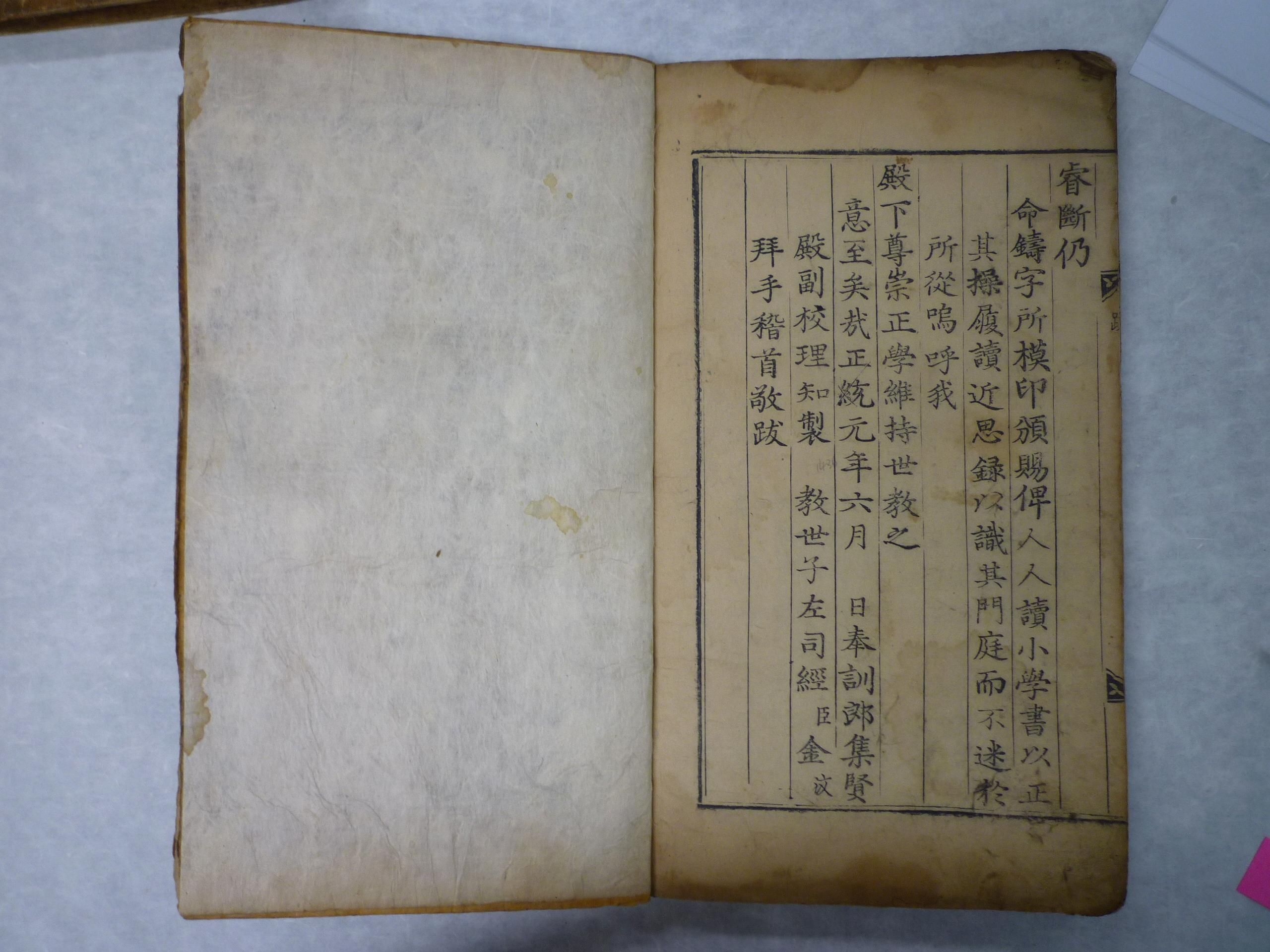
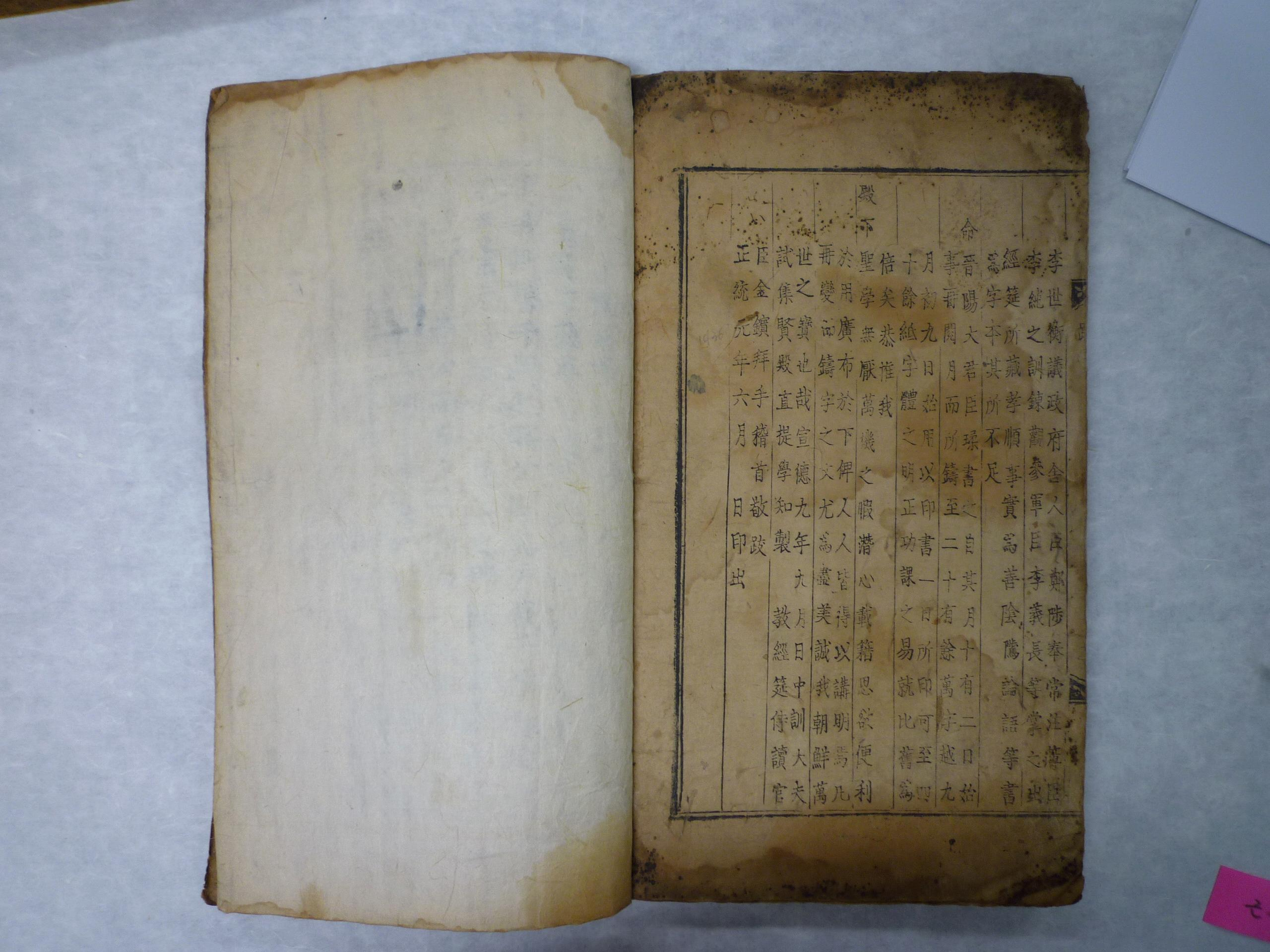

## 참고 문헌
- 근사록 - 국가유산청 국가유산포털